# Staind
Staind er et amerikansk rockband. Bandet blev dannet i 1995 i Springfield, Massachusetts. I årevis bestod bandet af vokalist og rytmeguitarist Aaron Lewis, lead guitarist Mike Mushok, bassist og baggrundsvokalist Johnny April, samt trommeslager Jon Wysocki (der forlod bandet i maj 2011). Til dags dato har bandet indspillet syv studiealbums: Tormented (1996), Dysfunction (1999), Break the Cycle (2001), 14 Shades of Grey (2003), Chapter V (2005), The Illusion of Progress (2008), samt deres selvbetitlede album Staind (2011). Staind har solgt over 15 millioner plader på verdensplan.

## Diskografi
Studioalbum
- 1996 – Tormented
- 1999 – Dysfunction
- 2001 – Break the Cycle
- 2003 – 14 Shades of Grey
- 2005 – Chapter V
- 2008 – The Illusion of Progress
- 2011 – Staind

Livealbum
- 2007 – Live at the Hiro Ballroom
- 2012 – Live from Mohegan Sun

| Musikgruppe | Spire Denne artikel om en amerikansk musikgruppe er en spire som bør udbygges. Du er velkommen til at hjælpe Wikipedia ved at udvide den. |